# 孤独の暗殺者/スナイパー
『孤独の暗殺者/スナイパー』（こどくのあんさつしゃ/スナイパー、原題：La Résistance de l'air）は、2015年制作のフランスのアクション・スリラー映画。
2009年の第62回カンヌ国際映画祭 審査員特別グランプリ受賞作品『預言者』の脚本を書いたトマ・ビデガンが、市川崑監督のドキュメンタリー映画『東京オリンピック』の射撃大会シーンに感銘したのをきっかけに誕生した作品。

## あらすじ
射撃のチャンピオン・ヴァンサンは、妻デルフィーヌと子供に囲まれて幸せに暮らしていた。そんなある日、ヴァンサンは唯一の肉親である父親のアルマンが病気で倒れたため、彼を引き取ることになる。
だが、心の荒れたアルマンは度々トラブルを起こしたため、ヴァンサンは父を病院に預けることを決める。しかし、それには多額の金が必要だった。
そんな彼に、ルノーという男が、高額の報酬と引き換えに暗殺の仕事を依頼してくる。射撃のチャンピオンだったヴァンサンの射撃の腕を見込んでのことだった。
ヴァンサンはこの依頼を引き受けることを決意、やがて彼は孤独なスナイパーとして暗躍するようになるが、ある時ターゲットの暗殺に失敗したことから、歯車が狂い始める。

## キャスト
- ヴァンサン：レダ・カテブ（吹替：小林全）
- デルフィーヌ：リュディヴィーヌ・サニエ（吹替：麻生さき）
- ルノー：ヨハン・ヘルデンベルグ（吹替：米須太一）
- アルマン：チェッキー・カリョ（吹替：上住谷崇）
- アレクシア：ブランシュ・アマダ・コストソ（吹替：山本瑞稀）
- J.P.：パスカル・ドゥモロン（吹替：杉本大介）
- エヴリーヌ：シルヴィ・デグリース（吹替：平田由季）
- ヴァレリー：ロール・ドゥ・クレルモン＝トネール
- ダミアン・ボナール